# Österreichische Fachhochschul-Konferenz
Die Österreichische Fachhochschul-Konferenz (FHK) ist ein österreichischer Verein, dessen Zweck die Bündelung der Interessen der Fachhochschulen in Österreich ist. Die FHK wurde 1996 gegründet und hat 21 Mitglieder. Als Präsident der FHK fungiert derzeit Raimund Ribitsch (Geschäftsführer der Fachhochschule Salzburg). Generalsekretär der Fachhochschul-Konferenz ist seit dem Jahr 2006 Kurt Koleznik.

Im Wintersemester 2011/12 gab es an den 21 Fachhochschulen in Österreich 406 Studiengänge mit 37.500 Studierenden. Im Wintersemester 2013/2014 studierten 43.593 Personen an den österreichischen FH, der Frauenanteil betrug 48 Prozent. Rund die Hälfte der Studiengänge wird berufsbegleitend angeboten. Unter anderem mit der Österreichischen Universitätenkonferenz ist die FHK auch Teil der Hochschulkonferenz, die die Bundesregierung in Sachen Hochschulplan beraten soll.

## Aufgaben
Im Gegensatz zu den klassischen Universitäten pflegen die Fachhochschulen einen praxisbezogeneren Zugang zur Lehre. Durch diesen anwendungsorientierten Schwerpunkt haben die Studierenden klarere Vorgaben zum Curriculum, wodurch Fachhochschulstudierende zu einem sehr hohen Prozentsatz in Mindeststudienzeit abschließen. Die Fachhochschul-Konferenz hat als Interessensvertretung der Fachhochschulen laut eigenen Angaben das Ziel, die finanziellen und rechtlichen Rahmenbedingungen der Fachhochschulen zu verbessern, einheitliche Standards im Hochschulsektor einzuführen und eine effiziente Öffentlichkeitsarbeit für die Fachhochschulen durchzuführen.

## Präsidenten der Fachhochschul-Konferenz
- 1999–2000 Michael Landertshammer (Wifi Wien)
- 2001–2010 Werner Jungwirth (Fachhochschule Wiener Neustadt)
- 2010–2017 Helmut Holzinger (Fachhochschule des bfi Wien)
- ab Oktober 2017: Raimund Ribitsch (Fachhochschule Salzburg)[8][9]
- seit November 2021: Ulrike Prommer (IMC Fachhochschule Krems)[1]

## Mitglieder
- Bundesministerium für Landesverteidigung und Sport, Sektion II, Gruppe Ausbildungswesen, Ausbildung A[10]
- CAMPUS 02 Fachhochschule der Wirtschaft GmbH
- Fachhochschule Burgenland GmbH
- Fachhochschule des bfi Wien GmbH
- FH Kärnten gemeinnützige GmbH
- Fachhochschule Kufstein Tirol BildungsGmbH
- Fachhochschule Oberösterreich
- Fachhochschule Salzburg GmbH
- Fachhochschule St. Pölten GmbH
- Fachhochschule Technikum Wien
- Fachhochschule Wiener Neustadt für Wirtschaft und Technik GmbH
- Ferdinand Porsche Fern FH-Studiengänge GmbH
- FH Campus Wien – Verein zur Förderung des Fachhochschul-, Entwicklungs- und Forschungszentrums im Süden Wiens
- FH Gesundheitsberufe OÖ GmbH
- FH Joanneum GmbH
- FH Vorarlberg GmbH
- fhg – Zentrum für Gesundheitsberufe Tirol GmbH
- FHWien der WKW
- MC Fachhochschule Krems GmbH
- Lauder Business School
- MCI Management Center Innsbruck – Die Unternehmerische Hochschule